# 朝陽龍屬
朝陽龍屬是角龙亚目的恐龍，生活於晚侏羅紀的中國，約1億5080萬到1億4550萬年前 。朝陽龍是屬於角龙亚目，這是一類草食性的恐龍，有著像鸚鵡般的喙嘴，主要分佈於白堊紀的北美洲與亞洲。

## 發現及物種
朝陽龍的化石是在中國東北遼寧省的朝陽市被發現。模式種是遼西朝陽龍（Chaoyangsaurus youngi），又譯楊氏朝陽龍，種名是為紀念中國古生物學家楊鍾健。

## 誤拼
朝陽龍在被正式發表前，曾在很多的文獻中被討論，因而有幾個不同的誤拼成為了無資格名稱。第一份有記載朝陽龍的是一份日本博物館展品的場刊，錯誤地將其學名寫成「Chaoyoungosaurus」。趙喜進於1983年亦使用這個拼字來討論朝陽龍，故此名成了無資格名稱。兩年後，他在定立模式種的名稱Chaoyoungosaurus liaosiensis時，再次使用該拼字。
根據董枝明於1992年所述，這個拼字在趙喜進於1983年的文獻中正式發表了，但這個文獻卻從未被正式引用過，有可能並非正式出版。而董枝明同時更正了朝陽龍的學名為「Chaoyangosaurus」。但是，由於當中沒有正式描述朝陽龍，這個名稱也被認為是無資格名稱。
直至1999年，朝陽龍才有正式的學名。保羅·塞利諾（Paul Sereno）於1999年在發表[角龙亚目]]的綜覽分類時，使用了「Chaoyangsaurus」，而這個亦是無資格名稱。但是，於同年的12月，趙喜進等人正式使用Chaoyangsaurus youngi來描述朝陽龍，而這個拼字取代了以往所用過的名稱。

## 外部連結
- https://web.archive.org/web/20071005004421/http://www.dinosaurier-web.de/galery/pages_c/chaoyangsaurus.html